# Josh Nisbet
Joshua Nisbet (Penrith, 15 juni 1999) is een Australische profvoetballer die speelt voor Roda JC en het Australische nationale team. Hij kan op verschillende posities spelen, waaronder verdedigende middenvelder, vleugelspeler en aanvallende middenvelder.

## Clubcarrière

### Central Coast Mariners
Nisbet maakte zijn professionele debuut voor de Central Coast Mariners op 1 augustus 2018 in een FFA Cup wedstrijd tegen Adelaide United. Hij speelde zijn eerste competitieoptreden voor de Mariners als invaller in een wedstrijd tegen Newcastle Jets. Op 30 januari 2019 tekende hij zijn eerste professionele contract bij Central Coast. In juni 2022 tekende hij een nieuw contract voor nog eens 2 jaar. In de zeven seizoenen die hij actief was bij Central Coast Mariners kwam hij tot 142 wedstrijden en 11 doelpunten in alle competities. 
In het seizoen 2022/23 werd Nisbet uitgeroepen tot speler van het jaar, hij ontving daardoor de Mariners Medal. Nisbet maakte in datzelfde seizoen deel uit van het kampioensteam van de Mariners.
Het volgende seizoen speelde Nisbet zijn 100e competitiewedstrijd voor de club op 3 december 2023, in een thuiswedstrijd tegen Melbourne Victory. Hij won ook de Johnny Warren Medal als beste speler in de A-League Men-campagne. Op 9 juli 2024 werd aangekondigd dat Nisbet de club zou verlaten nadat hij een aanbod om zijn contract te verlengen had afgewezen; hij speelde 142 wedstrijden voor de club, waarmee hij op het moment van zijn vertrek de negende speler met de meeste caps aller tijden van de Mariners was. 

### Ross County
Op 22 augustus 2024 werd bekendgemaakt dat Nisbet had getekend voor de Schotse club Ross County.
Nisbet scoorde zijn eerste doelpunt voor Ross County op 23 november 2024.

### Roda JC
Op 5 juni 2025 tekende Nisbet een contract voor twee jaar met een optie voor een derde bij Roda JC.

## Internationale carrière
Nisbet werd in juni 2022 opgeroepen voor het Australische team onder de 23 jaar voor de AFC U-23 Asian Cup van 2022. 
In maart 2024 werd Nisbet voor het eerst opgeroepen voor de Australische selectie, als vervanger van de geblesseerde Lewis Miller voor de WK kwalificatiewedstrijden voor het WK 2026 tegen Libanon. Nisbet viel in de 67e minuut in. De wedstrijd werd gespeeld in het Canberra Stadium.

## Carrière statistieken

### Club
Bijgewerkt per 18 August 2025
| Club                           | Season       | League               | League | League | National cup | National cup | League cup | League cup | Other | Other | Total | Total |
| Club                           | Season       | Division             | Apps   | Goals  | Apps         | Goals        | Apps       | Goals      | Apps  | Goals | Apps  | Goals |
| ------------------------------ | ------------ | -------------------- | ------ | ------ | ------------ | ------------ | ---------- | ---------- | ----- | ----- | ----- | ----- |
| Central Coast Mariners Academy | 2017         | NPL NSW 2            | 5      | 0      | –            | –            | –          | –          | –     | –     | 5     | 0     |
| Central Coast Mariners Academy | 2018         | NPL NSW 2            | 25     | 0      | –            | –            | –          | –          | –     | –     | 25    | 0     |
| Central Coast Mariners Academy | 2019         | NPL NSW 2            | 15     | 0      | –            | –            | –          | –          | –     | –     | 15    | 0     |
| Central Coast Mariners Academy | Total        | Total                | 45     | 0      | 0            | 0            | 0          | 0          | 0     | 0     | 45    | 0     |
| Central Coast Mariners         | 2018–19      | A-League             | 4      | 0      | 1            | 0            | –          | –          | –     | –     | 5     | 0     |
| Central Coast Mariners         | 2019–20      | A-League             | 12     | 0      | 1            | 0            | –          | –          | –     | –     | 13    | 0     |
| Central Coast Mariners         | 2020–21      | A-League             | 25     | 0      | 0            | 0            | –          | –          | –     | –     | 25    | 0     |
| Central Coast Mariners         | 2021–22      | A-League Men         | 25     | 1      | 5            | 0            | –          | –          | –     | –     | 30    | 1     |
| Central Coast Mariners         | 2022–23      | A-League Men         | 28     | 2      | 0            | 0            | –          | –          | –     | –     | 28    | 2     |
| Central Coast Mariners         | 2023–24      | A-League Men         | 30     | 3      | 1            | 0            | –          | –          | 14    | 1     | 44    | 4     |
| Central Coast Mariners         | Total        | Total                | 124    | 6      | 8            | 0            | 0          | 0          | 13    | 1     | 145   | 7     |
| Ross County                    | 2024–25      | Scottish Premiership | 36     | 3      | 1            | 0            | 0          | 0          | 2     | 1     | 39    | 4     |
| Roda JC                        | 2025–26      | Eerste Divisie       | 2      | 0      | 0            | 0            | –          | –          | -     | -     | 1     | 0     |
| Career total                   | Career total | Career total         | 207    | 9      | 9            | 0            | 0          | 0          | 15    | 2     | 230   | 11    |

1. ↑  Includes Australia Cup, Scottish Cup
2. ↑  Appearances in AFC Cup
3. ↑  Appearances in Scottish Premiership play-offs

## Eerbetoon
Central Coast Mariners
- Kampioen A-League: 2022–23, 2023–24
- Kampioen A-League Men Premiership: 2023–24
- Bekerwinnaar AFC Cup : 2023–24

Individueel
- Johnny Warren-medaille: 2023–24
- Mariners-medaille speler van het jaar: 2022–23